# アレクサンドル・チホノフ

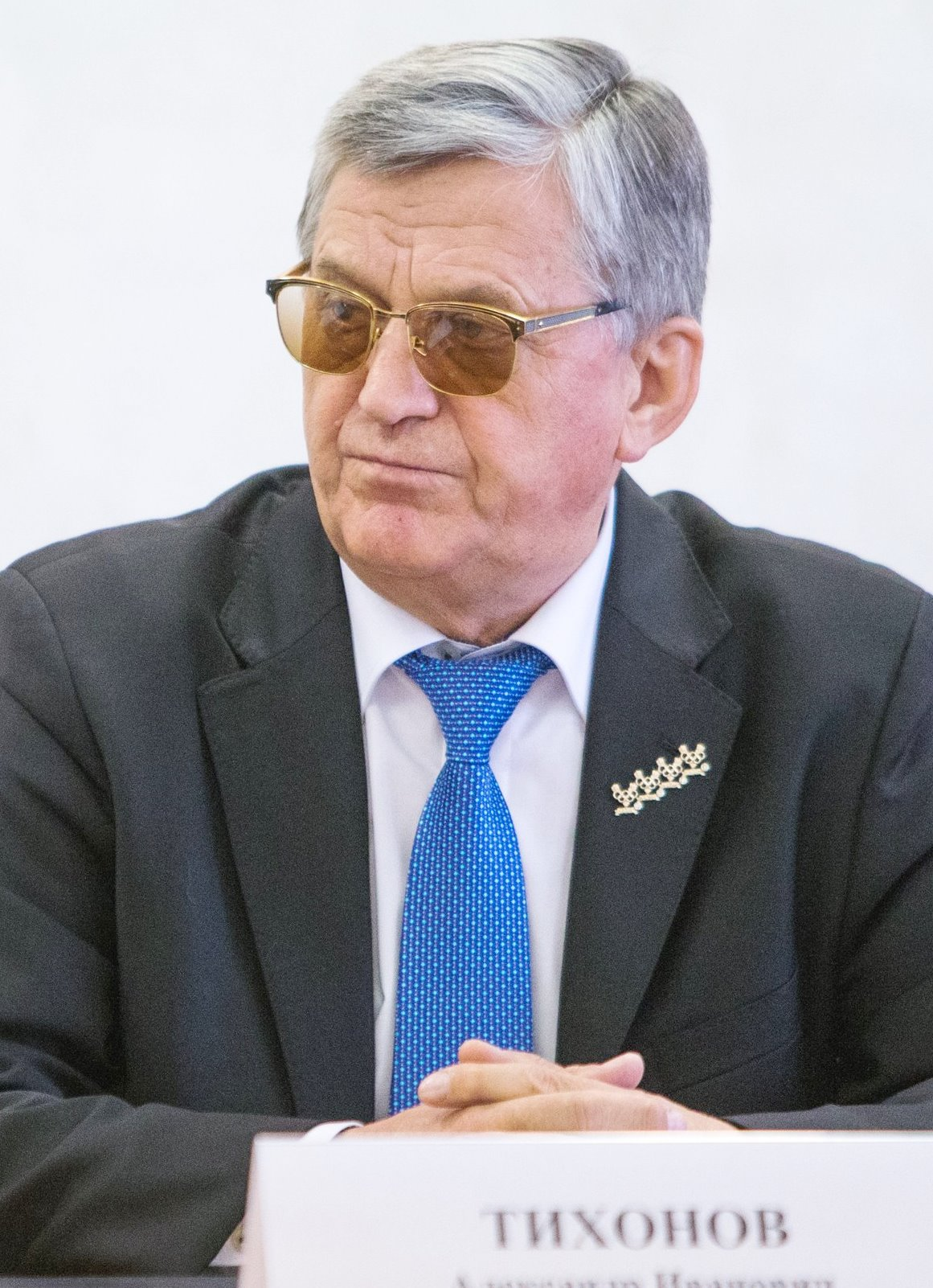
アレクサンドル・チホノフ

アレクサンドル・チホノフ（Alexander Ivanovich Tikhonov、ロシア語: Алекса́ндр Ива́нович Ти́хонов、1947年1月2日 - ）は、ソビエト連邦チェリャビンスク州Uyskoe出身の元バイアスロン選手。1960年代後半から1980年代初頭にかけて国際大会で活躍した。

## プロフィール
1968年グルノーブルオリンピックから4大会連続して出場し通算で金メダル4個、銀メダル1個を獲得、バイアスロン世界選手権では金メダル11個、銀メダル4個、銅メダル2個を獲得した実績を持つ。